# Probergrothius
Probergrothius is een geslacht van wantsen uit de familie van de Pyrrhocoridae (Vuurwantsen). Het geslacht werd voor het eerst wetenschappelijk beschreven door Kirkaldy in 1904.

## Soorten
Het genus bevat de volgende soorten:

- Probergrothius dilectus (Walker, 1872)
- Probergrothius longiventris (S.L. Liu, 1987)
- Probergrothius nigricornis (Stål, 1861)